# Jean-François Go
Jean-François Go (ur. 9 sierpnia 1973) – martynikański piłkarz występujący na pozycji bramkarza.

## Kariera klubowa
Go karierę rozpoczynał w 1994 roku we francuskim drugoligowym klubie AS Beauvais. W 1995 roku spadł z nim do trzeciej lidze. Po roku przeniósł się do innego trzecioligowca, CS Sedan. Spędził tam rok, a w 1997 roku został graczem martynikańskiego CS Case-Pilote. W 2006 roku zdobył z nim Puchar Martyniki. W 2010 roku powtórzył ten sukces. W tym samym roku zakończył karierę.

## Kariera reprezentacyjna
W reprezentacji Martyniki Go zadebiutował w 1998 roku. W 2002 roku znalazł się w drużynie na Złoty Puchar CONCACAF. Nie zagrał jednak na nim w żadnym meczu, a Martynika odpadła z turnieju w ćwierćfinale.
W 2003 roku Go ponownie został powołany do kadry na Złoty Puchar CONCACAF. Nie wystąpił jednak na nim ani razu, a Martynika zakończyła turniej na fazie grupowej.
W drużynie narodowej Go grał w latach 1998–2003.